# アースインフィニティ
株式会社アースインフィニティ（英: EARTH INFINITY CO.LTD.）は、大阪府大阪市に本社を置き、電気・ガスの小売販売、電力料金削減コンサルティングを主な事業とする日本の株式会社。東京証券取引所スタンダード市場に上場している。

## 事業概要
- エネルギー事業：電力及びガスの小売販売業
- 電子機器事業：法人向け電力料金の削減コンサルティングとして電子機器の製造・販売・卸業
- 企業理念は「人や仲間が集まり続け 求められ応え続ける会社」

## 沿革
- 2002年7月 - 現アースインフィニティ設立
- 2020年10月16日 - 東京証券取引所（ジャスダックスタンダード）に株式上場。2016年の電力小売全面自由化後、新電力会社では初となる[2]
- 同年12月15日 - 経団連（日本経済団体連合会）加盟
- 2022年4月4日 - 東京証券取引所（スタンダード市場）に移行。
- 2024年4月1日 - 東京証券取引所（スタンダード市場）における所属業種が小売業から電気・ガス業に移行。

## 事業所
- 本社：大阪府大阪市北区中之島2-3-18 中之島フェスティバルタワー30F

## 加盟団体
- 一般社団法人日本経済団体連合会
- 一般社団法人日本卸電力取引所
- 大阪府電気工事工業組合
- 大阪商工会議所
- 一般社団法人メタバース推進協議会

## 保有している許認可・特許
- 登録小売電気事業者
- 登録ガス小売事業者
- 大阪市女性活躍リーディングカンパニー
- プライバシーマーク
- 特許：第4457379号（電子機器事業における電子ブレーカ）